# Fuerte (canção)
"Fuerte" (Português: "Forte") é um single gravado pela cantora e compositora canadense Nelly Furtado e cantora espanhola Concha Buika para Mi Plan, o álbum de Nelly Furtado de 2009.

## Videoclipe
O videoclipe para "Fuerte" foi dirigido por Richard Bernardin, Buika Robach e Aaron A e foi lançado no iTunes em 18 outubro de 2010.

## Lista de canções
CD Promo
| N.º | Título                                          | Duração |  |
| 1.  | "Fuerte" (Cajjmere Wray Hot Sweat Edit)         | 3:03    |  |
| 2.  | "Fuerte" (Cajjmere Wray Hot Sweat Mix)          | 8:06    |  |
| 3.  | "Fuerte" (Cajjmere Wray Spanglish Club Mix)     | 7:51    |  |
| 4.  | "Fuerte" (Cajjmere Wray Spanglish Edit)         | 3:07    |  |
| 5.  | "Fuerte" (Twisted Dee Club Mix)                 | 8:38    |  |
| 6.  | "Fuerte" (Twisted Dee Dubstrumental)            | 7:08    |  |
| 7.  | "Fuerte" (Twisted Dee Electro-Tribe Mix)        | 9:09    |  |
| 8.  | "Fuerte" (Twisted Dee Radio Edit)               | 4:14    |  |
| 9.  | "Fuerte" (Massi and DeLeon Sunset Blvd Mixshow) | 5:02    |  |
| 10. | "Fuerte" (Massi and DeLeon Sunset Blvd Mix)     | 7:38    |  |

## Posições
| Top (2010)                                       | Melhor posição |
| ------------------------------------------------ | -------------- |
| Estados Unidos - Billboard Dance/Club Play Songs | 3              |
| Chéquia - Top 100                                | 47             |
| Panamá - Panama Top 40                           | 28             |

## Créditos
- Produção e arranjos: Salaam Remi para salaamremi.com
- Engenheiro de gravação: Emmanuel Socorro e Ryan Evans Franklin
- Teclados: Salaam Remi
- Baterias: Salaam Remi
- Guitarras: Vincent Henry e Staybent Krunk-A-Delic
- Solo de guitarra flamenco: Javier Limon